# Jackie (Album)
Jackie ist das sechste Studioalbum der US-amerikanischen Sängerin Ciara, die sich damit musikalisch im R&B-, Pop-, Soul und Hip-Hop-Bereich bewegt. Das Album wurde insgesamt mehr als 150.000-mal in den Vereinigten Staaten verkauft.

## Inhalt
Die Lead-Single des Albums ist die Trennungs R&B-Hymne I Bet. Das Lied handelt von der Beziehung mit ihrem ehemals Verlobten, dem Rapper Future, der auch in ihrem Musikvideo Body Party ihren Lover spielt. Der Rapper habe Harris mit einer Background-Tänzerin betrogen, singt Ciara. In den Vereinigten Staaten landete die Single auf Rang 42 der Top Billboard 100 Charts und verblieb dort mehrere Wochen. Zwei offizielle Remix-Versionen von I Bet wurden mit Sänger Joe Jonas und der Produzenten Band R3hab aufgenommen. Ein weiterer Remix wurde mit Rapper T.I. im Internet veröffentlicht. Die erste Promo-Single aus dem Album war der Song I Got You, der am Muttertag als Download veröffentlicht wurde. Die Single wurde von Harris selbst veröffentlicht. Die zweite offizielle Single-Veröffentlichung ist der von Dr. Luke produzierte Song Dance Like We’re Make Love. Das Musikvideo zum Song erreichte mehr als 100 Millionen Aufrufe auf Youtube. Das Lied selbst platzierte sich auf Rang 100 der amerikanischen Billboard Top 100 Charts, in den R&B-Billboard-Charts erreichte Dance Like We’re Make Love Platz 28 und in Kanada Platz 83.

## Produktion
Ciara nahm ihr Album hauptsächlich in Kalifornien und New York auf. An dem Album arbeitete sie zwei Jahre lang. Ciara hat an dem Album einige Songs, wie zum Beispiel I Got You, mitproduziert. Weitere Produzenten des Albums sind Dr. Luke, The Underdogs und Polow Da Pon. Das Konzept des Albums kam von Harris selbst, da sie gerade Mutter geworden war und sie das Album ihrer Mutter widmete, die den Namen Jackie trägt.

## Titelliste
Standard Edition:
1. Jackie (B.M.F.)
2. That’s How I’m Feelin’ (feat. Missy Elliott & Pitbull)
3. Lullaby
4. Dance Like We’re Making Love
5. Fly
6. I Bet
7. Give Me Love
8. Kiss & Tell
9. I Got You

Deluxe Edition: Bonus Tracks
1. All Good
2. Only One
3. One Woman Army
4. I Bet (Remix) - (feat. Joe Jonas)
5. I Bet (R3hab Remix)

## Chartplatzierungen
| ChartsChartplatzierungen       | Höchstplatzierung | Wochen |
| ------------------------------ | ----------------- | ------ |
| Vereinigte Staaten (Billboard) | 17 (4 Wo.)        | 4      |
| Vereinigtes Königreich (OCC)   | 46 (1 Wo.)        | 1      |